# Macromitrium okabei
Macromitrium okabei là một loài rêu trong họ Orthotrichaceae. Loài này được Sakurai mô tả khoa học đầu tiên năm 1943.